# Kniptjärnen (Sävars socken, Västerbotten)
Kniptjärnen är en sjö i Umeå kommun i Västerbotten och ingår i Sävaråns huvudavrinningsområde.